# آرامی نو کلدانی
آرامی نو کلدانی یکی از گویش‌های آرامی نو شمال‌شرقی می‌باشد. در دشت نینوا در شمال عراق به این زبان صحبت می‌شود. همچنین این زبان توسط جوامع آشوریان پراکنده در سراسر دنیا صحبت می‌شود. این زبان بسیار به آرامی نو آشوری نزدیک است و هر دو از زبان سریانی -که در دوره پارتیان در آشوریه ایجاد شده بود- به وجود آمده‌اند. بیشتر گویشوران این زبان را قوم آشوریان یا به اصطلاح مذهبی مسیحیان کلدانی تشکیل می‌دهند.